# کلاکسویک
کلاکسویک (به لاتین: Klaksvík) دومین شهر بزرگ در جزایر فارو است که در منطقه شهری کلاکسویک واقع شده‌است. کلاکسویک ۷۲ کیلومتر مربع مساحت و ۴٬۷۴۰ نفر جمعیت دارد.

## خواهرخوانده
شهرهای ویک، کیث‌نس، سیسیمیوت، کوپاووگور، تروندهایم، نورشوپینگ، تامپره، Grenå، ادنسه و بخش نورشوپینگ خواهرخوانده‌های کلاکسویک هستند.